# Sean Waltman
Sean Michael Waltman, meglio conosciuto come X-Pac (Minneapolis, 13 luglio 1972), è un ex wrestler statunitense.
Waltman è noto per i suoi trascorsi nella World Wrestling Federation/Entertainment (dal 1993 al 1996 si faceva chiamare The 1-2-3 Kid), dove insieme a Scott Hall, Shawn Michaels, Triple H e Kevin Nash era un membro della Kliq, nella World Championship Wrestling con il nome di Syxx (dove era membro del nWo), nella Total Nonstop Action Wrestling con quello di Syxx-Pac e nella Asistencia Asesoría y Administración, dove ha lottato sia come X-Pac sia con il suo nome reale. Fino al luglio 2019, ha lottato nel circuito indipendente.

## Carriera

### Gli inizi
Dopo essere stato allenato dall'ex lottatore professionista, Boris Malenko e suo figlio, Joe Malenko, Waltman ha iniziato la sua carriera come The Lightning Kid; ha inizialmente lavorato con federazioni indipendenti come la Pro Wrestling America, e la Global Wrestling Federation, dove vinse il PWA Light Heavyweight title, il PWA Iron Horse TV Title e il GWF Light Heavyweight Championship. Per tutta la prima parte della sua carriera, Waltman ha lavorato a lungo con wrestler Jerry Lynn sia in Nord America che in Giappone. Il duo si è anche unito per vincere i PWA Tag Team Titles.

### World Wrestling Federation (1993–1996)

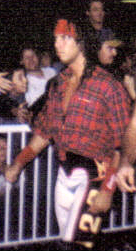
1-2-3 Kid nel 1995 in uno show della WWF

Waltman debutta come jobber, utilizzando i nomi di Kamikaze Kid, Cannonball Kid e, più semplicemente, the Kid. Dopo numerose sconfitte, riesce finalmente a battere un wrestler, ovvero Razor Ramon, e così cambia nome in 1-2-3 Kid. Riesce poi a vincere i titoli di Tag Team assieme a Bob Holly e Marty Janetty, rimanendo face fino all'edizione di RAW precedente alle Survivor Series del 1995, dove turna heel attaccando Razor Ramon durante un match tra questi e Sycho Sid. Waltman entra così nella Million Dollar Corporation di Ted DiBiase, che poi lascia per via del suo licenziamento dalla WWF. In questa sua breve permanenza in WWF, conquistò due volte i WWF Tag Team Championship e arrivò quasi a vincere il WWF Championship contro Bret Hart.

### World Championship Wrestling (1996–1998)
Venne poi assunto dalla WCW, dove continuò ad utilizzare il nome 1-2-3 Kid. Ben presto, si unì all'nWo, diventandone il sesto membro e cambiando il suo nome in The Syxx. Come membro dell'nWo, inizia subito a insultare i Cruiserweight, ed ottiene così un Ladder match a Souled out '96 per il WCW United States Championship, che perde.
A Superbrawl VII, nel Febbraio 1997, sconfigge Dean Malenko e diventa WCW Cruiserweight Champion. Perse il titolo a Giugno in un House Show contro Chris Jericho. Inizia poi un feud con Ric Flair, che si concluda con la vittoria del Nature Boy. Inizia poi a prendersi gioco dei Four horsemen, ciò porta poi ad un elimination match a FallBrawl 1997, dove il team nWo batte i Four Horsemen grazie al tradimento di Curt Henning. Syxx poi vince il WCW Tag Team championship assieme a Scott Hall, poiché Kevin Nash era infortunato e venne sostituito proprio da Waltman. I due persero il titolo contro gli Steiner Brothers.
In seguito, si infortunò al collo e non poté lottare per qualche mese. Durante l'infortunio, Eric Bischoff, capo della WCW, lo licenziò perché voleva rendere più popolare il tag formato da Nash e Hall.

### Ritorno alla WWF (1998-2002)

#### D-Generation-X (1998–2000)

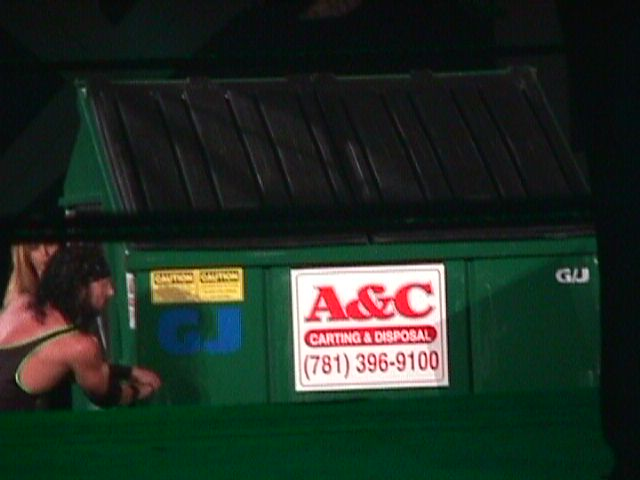
X-Pac in un Dumpster match

Waltman torna in WWF il 30 marzo 1998 durante Monday Night Raw il giorno dopo WrestleMania XIV, come X-Pac e come membro della D-Generation X (DX), adesso guidata da Triple H, a causa di un infortunio di Shawn Michaels. Pac inizia un feud con Jeff Jarrett, che si conclude a suo favore. In seguito, batte D'lo Brown e conquista il WWE European Championship, iniziando un feud con questi. I due si contendono il titolo per un po', il feud termina a Judgment Day 1998 a favore di Pac. Perderà il titolo nel Febbraio 1999 contro Shane McMahon. Durante il rematch, Triple H turna contro X-Pac, costandogli il match.
Questo, ed altri litigi con altri membri della DX causano lo split tra i degenerati e X-Pac, che inizia a fare Tag Team con Kane. I due vincono per due volte il World Tag Team Championship, ma alla fine si conclude con il turn di X-Pac contro Kane. X-Pac, infatti, torna nella DX lasciando Kane allo sbando. I due iniziano una faida che si conclude a WrestleMania 2000 con la vittoria del Big Red Monster. Nell'autunno dello stesso anno, si infortuna durante un match contro Chris Jericho e rimane fuori dalle scene per un po.

#### X-Factor, nWo e abbandono (2001–2002)
Torna a Febbraio 2001, dove crea una stable nota com X-Factor, assieme a Justin Credible e Albert. Pac aiuta Justin Credible a vincere l'Hardcore Championship, ed in seguito vince il Light Heavyweight Championship. Durante l'invasion, il team si spezza. Vince poi il WCW Cruiserweight Championship, diventando il primo (ed unico) uomo a possedere contemporaneamente il titolo dei pesi leggeri delle due federazioni. inizia poi un feud con Billy Kidman e poi uno con Tajiri. Perde poi il WCW Cruiserweight Championship poiché viene unificato al suo Light Heavyweight Championship. Il titolo viene poi ritirato, ma nonostante ciò, Pac continua a difenderlo durante gli House Show. Con la brand Extension viene mandato a Smackdown.
Pac poi si unisce al nuovo nWo di Scott Hall e Kevin Nash. Passa poi a RAW, dove continua a combattere come nWo insieme a Kevin Nash e Shawn Michaels. In seguito, in disaccordo con le scelte del booking team, lascia la federazione.

### Total Nonstop Action (2002–2006)
Dopo l'abbandono dalla WWE, Waltman debuttò in TNA il 18 settembre 2002, con il ring-nome di Syxx-Pac. Cominciò una collaborazione con i suoi ex tag team partner Scott Hall e BG James; successivamente Waltman ebbe un feud con Jeff Jarrett e Brian Lawler. Il 9 ottobre 2002, Waltman sconfisse altri lottatori per conquistare il vacante TNA X Division Championship, in un ladder match. Ha tenuto il titolo per due settimane prima di perdere contro AJ Styles il 23 ottobre 2002 in un No Disqualification Match. Rimase in TNA fino al novembre 2002. Alcuni dissero che l'abbandono di Waltman fosse stato causato dall'arrivo di Vince Russo.
Waltman tornò in TNA per una sola notte il 18 giugno 2003 durante il primo anniversario pay-per-view della TNA, dove AJ Styles fu il suo partner misterioso, per andare contro Jeff Jarrett e Sting. Successivamente Vince Russo annunciò il ritorno definitivo di Waltman, che tornò durante il PPV TNA Against All Odds attaccando Jeff Jarrett durante il suo match contro Kevin Nash per il NWA World Heavyweight Championship match con Kevin Nash. Nash, Waltman e Diamond Dallas Page formarono un'alleanza contro i Planet Jarrett (Jarrett, The Outlaw e Monty Brown), che si sciolse quando Nash entrò nel mondo del cinema.
A TNA Hard Justice, Waltman sostituì Jeff Hardy, contro Raven dove perse. Il 19 giugno a Slammiversary, Waltman ha partecipato al match a cinque per il NWA World Heavyweight Championship, che perse cadendo alla scala e infortunandosi al tallone. A No Surrender, perse il match contro AJ Styles, con arbitro speciale Jerry Lynn. Di conseguenza, Waltman sfidò Lynn a TNA Sacrifice. Ma anche questa vola ad avere la peggio fu Waltman e dopo che Lynn vinse il match, Waltman lo attaccò e cercò di infortunarlo alla spalla.
Dopo Sacrifice, Waltman iniziò un'alleanza con Alex Shelley, e insieme vinsero la Chris Candido Cup. Come risultato della loro vittoria, Waltman e Shelley la possibilità di combattere per NWA Tag Team Championships a TNA Unbreakable. Tuttavia fu annunciato che Waltman non avrebbe combattuto. Waltman fece un'ultima apparizione a TNA Final Resolution il 15 gennaio 2006, sconfiggendo Raven con l'aiuto di Larry Zbyszko.
Il 15 settembre 2006, Waltman fece un'apparizione in uno show-house della WWE a Tampa, festeggiando con la DX ed eseguendo con loro, la classica DX-Chop

### Wrestling Society X e National Wrestling Alliance (2006–2008)

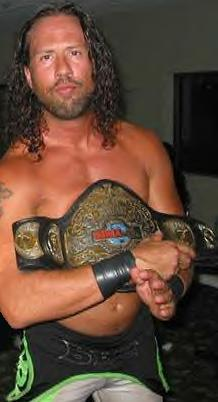
Sean Waltman come NWA Heritage Champion

Nel febbraio 2006, Waltman debuttò nella Wrestling Society X. Al tapings WSX lottò contro altri nove lottatori in un hard battle royal ladder match, dove sia Waltman che Vampiro vinsero salendo la scala per prendere i contratti WSX. Waltman fu sconfitto da Vampiro, la settimana successiva. Waltman contestò la sua sconfitta contro Vampiro che fu attaccato da dietro da Ricky Banderas. In seguito, Waltman sconfisse Human Tornado e Scorpio Sk.
L'8 luglio 2007, Waltman collaborò con Billy Kidman per incoronare i nuovi NWA World Tag Team Champions. Il titolo è stato precedentemente reso vacante dal Team 3D dopo che interruppero la loro collaborazione di lavoro con la TNA.
Waltman riapparve il 14 maggio, a Showcase NWA Wrestling, contro Adam Pearce per il NWA World Heavyweight Championship. Il match finì veloce quando Waltman cedette per un infortunio al ginocchio. Waltman alla fine vinse per squalifica, quando venne attaccato dai Real American Heroes, insieme a Pearce. Il 1º giugno 2008 Waltman e The Sandman lottarono e persero in un match tag team per i NWA Tag Team titles contro gli Illuminati.

### Asistencia Asesoria y Administraction (2007–2008)
Nel giugno 2007, Waltman ha ricominciato a lottare nella Asistencia Asesoria y Administraction come membro del team di Konnan. E'stato gestito dalla fidanzata Alicia Webb. Waltman usò la theme d'entrata della D-Generation X. Intorno alla metà del 2008, diete le spalle a Konnan e creò insieme a Rocky Romero e Alex Koslov la D-Generation Mex, parodia della D-Generation X. In seguito, Waltman ha iniziato un feud con El Zorro.

### Circuito indipendente e breve ritorno alla TNA (2009–presente)
L'8 agosto 2009 alle GLCW Slamfest, Waltman è diventato il nuovo GLCW World Heavyweight Champion dopo aver sconfitto Skull Crusher.
Il 26 febbraio 2011, Waltman è stato inserito nella Pro Wrestling Legends "Hall of Fame" di Blaze Jack a Wheeling, Virginia Occidentale la loro evento "LPW X-Factor 2011".
Il 5 marzo 2011 Waltman si riunì con l'ex D-Generation X: Road Dogg e Billy Gunn nella Syndicate Pro Wrestling a Long Island, New York, dove si infortunò gravemente.
L'8 e 9 ottobre 2012, ha lottato nella Bad Boys of Wrestling Federation in un torneo per incoronare il campione BBFW Caribbean Champion. Sconfisse Krimson in semifinale e Daivari in finale, vincendo il titolo.

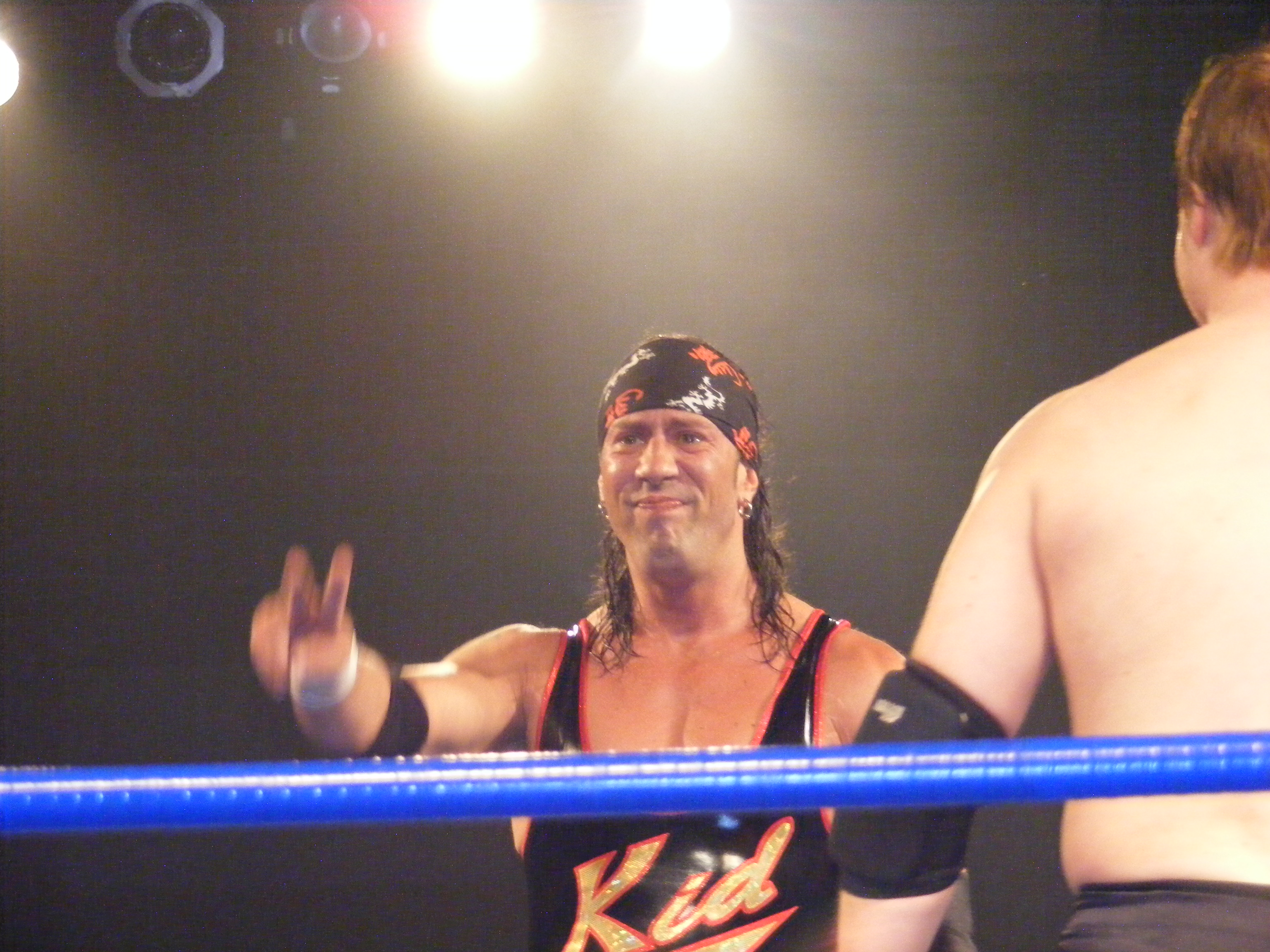
Sean Waltman interpreta 1-2-3 Kid nella Chikara

Il 15 marzo 2011, la Chikara ha annunciato che Waltman, annunciato come il 1-2-3 Kid, avrebbe fatto il suo debutto in federazione, il 15 aprile, è entrato nel torneo 2011 King of Trios, in coppia con Arik Cannon e Darin Corbin. Il 15 aprile, il Team Minnesota è stato eliminato dal torneo al primo match dal Team Michinoku Pro. Il giorno seguente Waltman entrò nel torneo Rey de Voladores, sconfiggendo Amazing Red, Frightmare e Obariyon in un four–way elimination match, per arrivare alla finale del giorno successivo. Il 17 aprile, Waltman è stato sconfitto da El Generico.
Dopo di che, Waltman, annunciò che quello sarebbe stato il suo ultimo anno di wrestling, e che non avrebbe dimenticato l'esperienza nella Chikara.
L'8 agosto 2012, torna come 1-2-3 Kid, a partecipare al torneo 2012 King of Trios, questa volta in coppia con Aldo Montoya e Tatanka, come "Team WWF". Nel loro primo match il 14 settembre, il Team WWF è stato sconfitto dal Trio Extreme (Jerry Lynn, Tommy Dreamer e Too Cold Scorpio). Il giorno dopo, 1 -2-3 Kid è stato sconfitto da "Mr. Touchdown" in un single match, in seguito ad un colpo basso. Il terzo e ultimo giorno del torneo, 1-2-3 Kid e Marty Jannetty un tag-team match. Il 18 novembre, t. 1-2-3 Kid e Jannetty ricevettero la loro title shot il 2 dicembre presso il pay-per-view internet Under the Hood, dove sono stati sconfitti dai campioni in carica, i The Young Bucks (Matt e Nick Jackson). Waltman, ora che operano sotto il suo vero nome, tornò nella Chikara l'8 marzo 2013, perdendo contro Hallowicked in un single match.
Il 4 gennaio 2010, in una puntata speciale, di tre ore di Impact! Waltman e Scott Hall tornarono in TNA, proprio quando Hulk Hogan fece il suo debutto in società. Kevin Nash, Hall e Waltman velocemente riformato la loro alleanza, ma Hogan si teneva fuori dal gruppo, sostenendo che i tempi sono cambiati. A TNA Genesis Waltman, ribattezzato Syxx-Pac, sostituì Hall e collaborò con Nash dove persero contro Robert Roode e James Storm. Nella successiva edizione di Impact! Hogan, disgustato dalle azioni della Band, ha avuto la sicurezza di licenziare Waltman e Hall da Impact! Zone, dal momento che non erano sotto contratto con la società. Waltman e Hall apparvero la settimana seguente in ogni caso, attaccando Kurt Angle da dietro. La settimana dopo Hall e Waltman tornarono nuovamente, ma questa volta hanno ingaggiato pure il loro amico Kevin Nash. A Destination X Syxx-Pac e Hall affrontato Nash e Eric Young in un tag team match, dove Nash tradì Yonug per dare la vittoria alla Band. Il trio perse la settimana successiva in un tag team match contro Eric Young, Rob Van Dam e Jeff Hardy. Il 26 aprile Waltman è stato trovato nel backstage in una pozza del suo stesso sangue procuratogli dal Team 3D. È stato poi riferito che questa sarebbe stata la sua ultima apparizione TNA per un periodo indeterminato, con Eric Young al suo posto nella band. Il 15 giugno 2010, è stato riferito che Waltman era stato svincolato dalla TNA.

### Secondo ritorno alla WWE (2011-presente)

#### Apparizioni sporadiche (2011–presente)

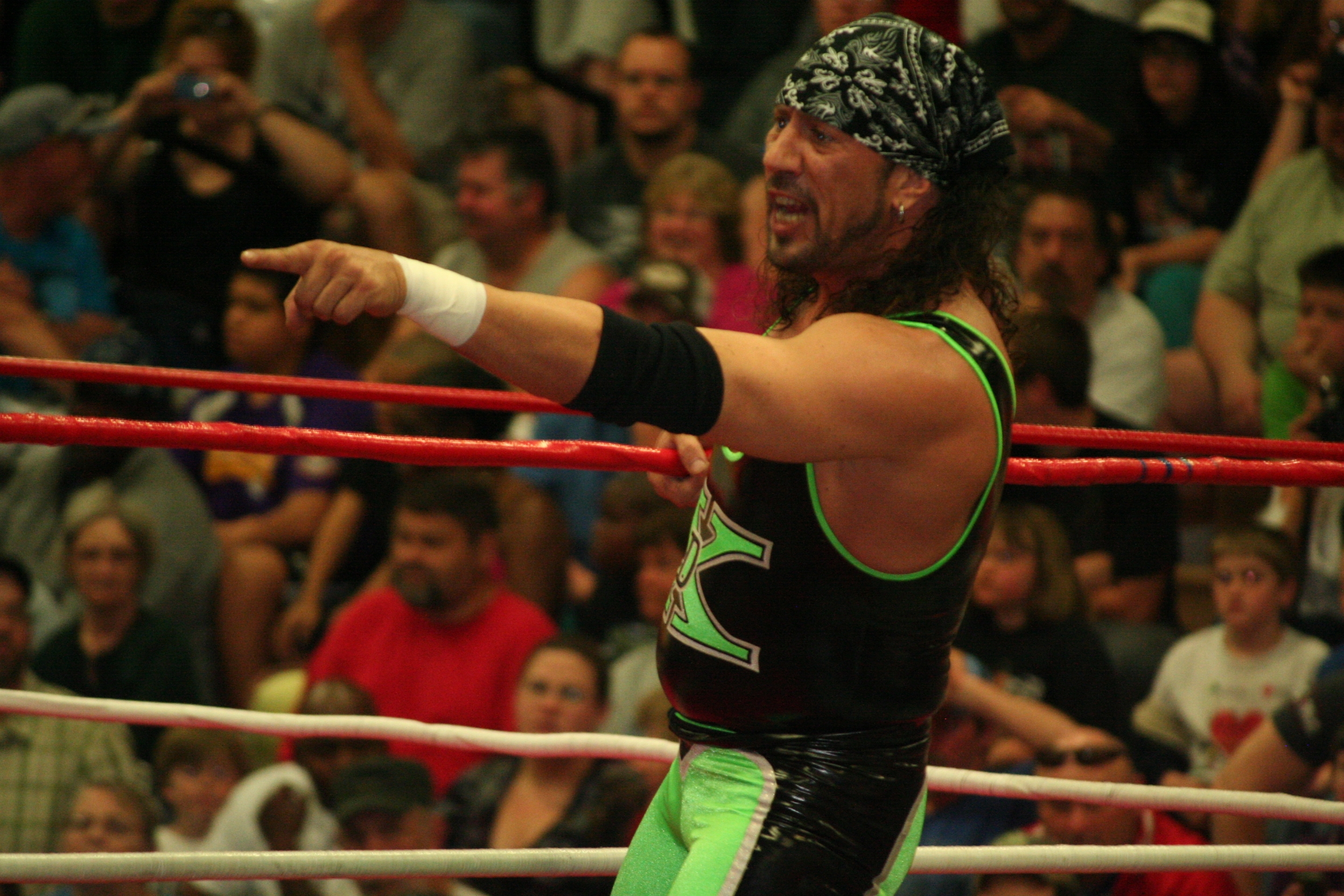
Waltman nel 2013

È riapparso in WWE durante la serata del 2 aprile 2011, in cui l'amico Shawn Michaels è stato introdotto nella Hall of Fame, raggiungendolo assieme a Triple H e Kevin Nash per congratularsi con lui. I quattro per una serata hanno riformato la Kliq. È inoltre riapparso nella puntata numero 1000 di Raw come membro della DX e poco dopo tenta di fare colpo su Trish Stratus.
Il 7 marzo, ha comunicato tramite twitter, che ha firmato un contratto da leggenda con la WWE.
Dal gennaio del 2014 tutti i membri della D-X sono diventati Heel in diverse storyline (Triple H e HBK attaccando Daniel Bryan rispettivamente a SummerSlam 2013 ed Hell in a Cell 2013, invece Road Dogg e Billy Gunn abbandonando CM Punk durante la puntata di WWE Raw del 13 gennaio in un match che vedeva i New Age Outlaws e Punk contrapposti a i tre membri dello Shield.
L'8 aprile 2014 era presente insieme a Triple H, Shawn Michaels e Kevin Nash, all'introduzione nella WWE Hall of Fame dell'amico Scott Hall (Razor Ramon).
Si rivede l'anno successivo nella cerimonia della Hall of Fame, in occasione dell'introduzione di Kevin Nash e il giorno successivo, a WrestleMania 31 intervenendo (insieme ai membri della D-X Road Dogg, Billy Gunn e Shawn Michaels) nel match tra Triple H e Sting, match vinto dal primo, nonostante il successivo intervento nel nWo (Hulk Hogan, Kevin Nash e Scott Hall).

## Vita privata
Waltman era sposato con una donna di nome Terry. Insieme hanno due figli: un figlio di nome Jesse (nato nel 1992) e una figlia di nome Kaitlyn (nata il 25 gennaio 1995) i due hanno divorziato nel 2002. Nel 2003 Waltman è stato fidanzato con Joanie Laurer ex wrestler meglio conosciuta con il ring name Chyna, i due si sono lasciati nel 2004. Nello stesso anno, i due hanno girato un sextape successivamente pubblicato con il titolo 1 Night in China.

## Personaggio

### Mosse finali
- 1-2-3 Kick (Due Shoot kicks e una combinazione di jumping back kick con l'avversario stordito all'angolo)
- Syxx Kick (Superkick) – WWF/WCW
- BuzzKiller (Crossface Chickenwing) – WCW
- X-Factor/Syxx-Factor (Sitout Facebuster, a volte dalla terza corda)

### Manager
- Alicia Webb
- Chyna
- Ted DiBiase
- Tori

## Titoli e riconoscimenti
- Bad Boys of Wrestling Federation
  - BBFW Caribbean Championship (1)
- DDT Pro-Wrestling
  - Ironman Heavymetalweight Championship (1)
- Great Lakes Championship Wrestling
  - GLCW Heavyweight Championship (1)
- Global Wrestling Federation
  - GWF Light Heavyweight Championship (2)
  - GWF Light Heavyweight Championship Tournament (1991)
- Great Lakes Championship Wrestling
  - GLCW Heavyweight Championship (1)
- Jersey Championship Wrestling
  - JCW Tag Team Championship (1) – con Joey Janela
- Legends Pro Wrestling
  - LPW Hall of Fame (Classe del 2011)
- Metroplex Wrestling
  - MPX Tag Team Champion (1) – con Jerome Daniels
- Mid-Eastern Wrestling Federation
  - MEWF Light Heavyweight Championship (1)
- NWA Pro Wrestling
  - NWA Heritage Championship (1)
- Pro Wrestling America
  - PWA Light Heavyweight Championship (2)
  - PWA Iron Horse Television Championship (1)
  - PWA Tag Team Championship (1) – con Jerry Lynn
- Pro Wrestling Illustrated
  - Comeback of the Year (1998)
  - Tag Team of the Year (1999) - con Kane
  - 177º tra i 500 migliori wrestler singoli nei PWI Years (2003)
- South Eastern Wrestling Alliance
  - SEWA Light Heavyweight Championship (1)
- Total Nonstop Action Wrestling
  - TNA X Division Championship (1)
  - TNA 2005 Chris Candido Memorial Tag Team Tournament (1) – con Alex Shelley
- World Championship Wrestling
  - WCW Cruiserweight Championship (1)
  - WCW World Tag Team Championship (1)[3] – con Kevin Nash e Scott Hall
- World Wrestling Federation/Entertainment
  - WWF Tag Team Championship (4) – con Kane (2), Bob Holly (1) e Marty Jannetty (1)
  - WWF European Championship (2)
  - WWF Light Heavyweight Championship (2)
  - WCW Cruiserweight Championship (1)
  - WWE Hall of Fame (classe del 2019) – come membro della D-Generation X
  - WWE Hall of Fame (classe del 2020) – come membro dell'nWo
  - WWF Tag Team Championship Tournament (1995) – con Bob Holly
  - Slammy Award (1)
    - Biggest Heart (edizione 1994)
- Xtreme Pro Wrestling
  - XPW Television Championship (1)
- Wrestling Society X
  - WSX Rumble (condiviso con Vampiro)